# Coleocentrus exareolatus
Coleocentrus exareolatus là một loài tò vò trong họ Ichneumonidae.